# San Francisco Warriors 1970-1971
La stagione 1970-71 dei San Francisco Warriors fu la 22ª nella NBA per la franchigia.
I San Francisco Warriors arrivarono secondi nella Pacific Division della Western Conference con un record di 41-41. Nei play-off persero la semifinale di conference con i Milwaukee Bucks (4-1).

## Risultati
| Squadra                | V  | P  | %    | GB |
| ---------------------- | -- | -- | ---- | -- |
| Los Angeles Lakers     | 48 | 34 | 58,5 | -  |
| San Francisco Warriors | 41 | 41 | 50,0 | 7  |
| San Diego Rockets      | 40 | 42 | 48,8 | 8  |
| Seattle SuperSonics    | 38 | 44 | 46,3 | 10 |
| Portland Trail Blazers | 29 | 53 | 35,4 | 19 |

## Roster
| N°    | Naz.                   | Ruolo | Sportivo      | Anno | Alt. | Peso \|\| |
| ----- | ---------------------- | ----- | ------------- | ---- | ---- | --------- |
| 10    | Stati Uniti (bandiera) | G     | Adrian Smith  | 1936 | 185  | 82        |
| 12    | Stati Uniti (bandiera) | G     | Levi Fontaine | 1948 | 193  | 86        |
| 15    | Stati Uniti (bandiera) | G     | Nick Jones    | 1945 | 188  | 86        |
| 16    | Stati Uniti (bandiera) | G     | Al Attles     | 1936 | 183  | 79        |
| 20-34 | Stati Uniti (bandiera) | A     | Bill Turner   | 1944 | 201  | 100       |
| 21    | Stati Uniti (bandiera) | G     | Ron Williams  | 1944 | 191  | 85        |
| 22    | Stati Uniti (bandiera) | A     | Ralph Ogden   | 1948 | 196  | 93        |
| 23    | Stati Uniti (bandiera) | GA    | Jeff Mullins  | 1942 | 193  | 86        |
| 31    | Stati Uniti (bandiera) | GA    | Joe Ellis     | 1944 | 198  | 79        |
| 32    | Stati Uniti (bandiera) | AC    | Jerry Lucas   | 1940 | 203  | 104       |
| 33    | Stati Uniti (bandiera) | A     | Bob Portman   | 1947 | 196  | 91        |
| 42    | Stati Uniti (bandiera) | AC    | Nate Thurmond | 1941 | 211  | 102       |
| 43    | Stati Uniti (bandiera) | AC    | Clyde Lee     | 1944 | 208  | 93        |

## Staff tecnico
- Allenatore: Al Attles
- Preparatore atletico: Dick D'Oliva